# Падилья, Бланка
Бланка Падилья (исп. Blanca Padilla; родилась 10 января 1995, Мадрид) — испанская топ-модель.
Родилась в Мадриде в 1995 году. Была замечена модельным агентом в мадридском метрополитене, приглашена на кастинг, после которого подписала контракт с агентством Next Worldwide. Совмещает работу на подиуме с обучением в колледже по специальности реклама и маркетинг. В феврале 2013 года получила первый приз компании L'Oréal, как лучшая модель недели высокой моды в Мадриде. Позже подписала контракты с агентством The Cool Models и рядом агентств в Милане, Париже и Нью-Йорке, что открыло ей дорогу на мировые подиумы.
В различное время принимала участие в показах: Aldomartins, Escorpion, TCN, Custo Barcelona, BCN Brand, Brain & Beast, Celia Vela, Justicia Ruano, Sita Murt, Juanma By El Cuco, Zazo & Brull, Guillermina Baeza, Mango, Desigual, Natalie Capell, Krizia Robustella, Dolce & Gabbana, DSquared2, Versace, Maxime Simoëns, Roland Mouret, Anthony Vaccarello, Barbara Bui, Hervé Léger, Delpozo, Pronovias, Elie Saab, Valentino Couture и другие.
В 2014 году была приглашена на итоговый показ компании Victoria’s Secret.